# لکه‌ماهی دهان‌بزرگ
لکه‌ماهی دهان‌بزرگ (نام علمی: Citharichthys gilberti) نام یک گونه از سرده لکه‌ماهی است.